# Nostoc commune
Nostoc commune (Носток комуне) је врста модрозелених бактерија (алги). Припада роду Nostoc (носток). Ово су прокариотски организми који се налазе на трихалном ступњу организације. Ћелије у кончастим телима међусобно комуницирају преко плазмодезми. Образују колоније. Споља имају густ галаретни омотач (слузав), а у унутрашњости је омотач ређи и ту се налазе испреплетани конци алги. Кончасто тело је неразгранато. Размножавају се хормогонијама. Живе на влажном земљишту и камењу, влажним ливадама, крај путева али и на релативно сувим стаништима. Када су влажне колоније Nostoc communeсу тамно маслинастозелене боје, а када су суве поцрне.
Код ове врсте је 1988. године пронађен, дотада непознат, апсорбциони пигмент UV-A/B. Овај пигмент омогућава не само преживљавање сушног периода већ и опстанак у пределима са високим нивоом УВ зрачења.
Nostoc commune се заједно са врстом Nostoc flagelliforme користи за исхрану у деловима Азије (Кини, Јапану и на острву Јава).